# Aspilota nuntius
Aspilota nuntius är en stekelart som beskrevs av Sergey A. Belokobylskij 2007. Aspilota nuntius ingår i släktet Aspilota och familjen bracksteklar. Inga underarter finns listade.